# 藤本裕貴
藤本 裕貴（ふじもと ひろき、1987年 - ）は、日本の映像作家、映画監督。大阪府岸和田市出身。

## 作品

### 監督
- ほんとにあった! 呪いのビデオ 95 - 99、101 - （2022年 - ） - 演出・構成[3]
- 娘さんを僕にください（2015年） - 監督[1]

### 参加作品
- ほんとにあった! 呪いのビデオ 80 - 89、92 - 94、100[4]（2019年 - 2021年、2023年） - 演出協力
- アスリート〜俺が彼に溺れた日々〜（2019年） - 編集[5]
- ほんとにあった! 呪いのビデオ 77 - 80（2018年 - 2019年） - 編集
- ほんとにあった! 呪いのビデオ BEST 10（2018年） - タイトル演出
- ほんとにあった! 呪いのビデオ 62 - 64（2015年） - タイトル制作
- ほんとうにあった怖い話 第三十夜（2014年） - 制作・編集
- ほんとうにあった怖い話 第二十九夜（2014年） - 助監督・編集・出演
- 適切な距離（2011年） - 助監督